# 2008년 미국 상원의원 선거
2008년 미국 상원의원 선거는 2008년 11월 4일에 치른 미국의 상원의원 선거이다.